# Piane d'Archi
La frazione di Piane d'Archi appartiene al comune di Archi, in provincia di Chieti, nella regione Abruzzo. La frazione di Piane d'Archi dista 1,98 chilometri dal medesimo comune di Archi cui essa appartiene.

## Frazioni di Archi
Del comune di Archi fanno parte anche le frazioni di Cannella I (3,08 km), Cannella II (3,03 km), Fara (2,53 km), Grotte (2,69 km), Isca d'Archi (4,68 km), Montagna (1,34 km), Piane d'Archi - Quadroni (1,99 km), Rascitti (1,32 km), Rongiuna (1,18 km), Ruscitelli (2,06 km), San Luca - Sant'Amico (6,03 km), Sant'Amico (4,38 km), Valle Franceschelli (2,16 km), Zainello (2,56 km).
(Il numero in parentesi che segue ciascuna frazione indica la distanza in chilometri tra la stessa frazione e il comune di Archi).

### Geografia di Piane
La contrada si snoda lungo la strada provinciale 19, detta anche  "Corso Nazionale Sangritano Frentano", che attraversa da sud a nord le contrade Vallecupa di Bomba, Isca d'Archi, Piane, San Tommaso di Perano,  Piana La Fara, Quadroni-Perano Scalo.
È attraversata anche dal deposito ferroviario della stazione Archi-Perano, della ferrovia Sangritana, ed è accessibile dal casello della superstrada "Fondovalle Sangro". Non è dotata di una piazza vera e propria, se non presso la chiesa parrocchiale. Gli edifici si affacciano lungo la strada nazionale; l'economia è imprenditoriale, e di recente le Piane sono divenute stazione turistica per il complesso alberghiero del "Castello di Perano", in stile similmedievale.

## Storia ed economia
La frazione ha conosciuto sviluppo economico negli anni '60. In passato (primo Novecento) erano presenti alcune case di campagna e una chiesa centrale, ricostruita completamente negli anni '50. Si è notevolmente sviluppato col boom economico, ed è una stazione di passaggio nella superstrada della Fondo Valle Sangro, per la via del mare.
Attualmente, in stretta connessione con lo sviluppo del comune di Atessa (CH) in Val di Sangro, la frazione Piane D'Archi è in forte espansione abitativa. È vicina alla sezione industriale Atessa Val di Sangro della Sevel e Honda. Nel territorio inoltre sono presenti concessionarie e piccole industrie del settore manifatturiero.
La frazione è un’intercapedine tra la zona del mare di Fossacesia e la zona montuosa di Atessa, Altino, Casoli, Roccascalegna. È infatti attraversata dalla superstrada Fondo Valle Sangro.

## Luoghi d'interesse

### Chiesa del Santissimo Salvatore
Costruita negli anni '50, la chiesa è al centro della contrada, a pianta rettangolare con navata unica. Composta in mattoni rossi a vista, alternati all'intonaco, ha una facciata terminante a timpano triangolare, che ripropone vagamente lo stile romanico semplificato, con un portale ad arco a tutto sesto, sovrastato da un oculo centrale, racchiuso in una cornice ad arco, che racchiude anche il portale. Il campanile laterale è una torre quadrangolare con orologio e cella campanaria, le campane sono state elettrificate nel 2015, è stata rifatta anche la gabbia superiore in ferro battuto, che accoglie le canoene fisse dell'orario. 

### Chiesa di San Benedetto Abate di Piazzano
Si trova lungo la direttrice Piane d'Archi - Quadroni- Piazzano di Atessa. Realizzata nel 1975, ha un aspetto moderno ed è la parrocchia principale della zona moderna a sud del fiume Sangro, al confine tra Atessa e Archi.

## Economia
L'economia principale è legata al vicino settore industriale della Val di Sangro (Sevel e Honda). In zona sono presenti numerosi ristoranti e cantine vinicole.